# Josep M. Borràs Sardà
Josep M. Borràs Sardà (Reus, 14 de juny de 1842 - 27 de març de 1904) va ser un polític català.

## Biografia
De família benestant, va ser alcalde de Reus i diverses vegades diputat provincial. Quan va morir, era president d'El Círcol, vicepresident de la Comissió d'Embassaments, que propicià la construcció del pantà de Riudecanyes, administrador del Santuari de Misericòrdia i president del Partit Liberal Fusionista a la comarca. Tenia la Gran Creu i era Comanador de l'Orde de Carles III.
La seva família tenia terrenys a Reus i a la Canonja, i un germà seu, Joaquim, va ser un dels impulsors de la Companyia del Ferrocarril de Lleida a Reus i Tarragona.